# Апеллион
Апеллион (лат. Apellio) — римский политический деятель второй половины IV века.
Апеллион происходил из Антиохии. До 355 года он занимал должность наместника одной из египетских провинций. Около 355 года Апеллион был консуляром Вифинии. В 356 году он вернулся в Антиохию. В 358 году Апеллион находился на посту презида Киликии. В 360 году он должен был ответить на обвинения, выдвинутых против него в Константинополе. В 356 году Апеллион женился, но почти сразу же был вызван в Константинополь, где он получил назначение на должность цензитора (ответственного за ценз) во Фракии. Однако Апеллион успешно обжаловал это и получил отсрочку по семейным обстоятельствам.
Известно, что он был язычником. Его племянника звали Гессий.